# SA-CV-166
La SA-CV-166 es un camino vecinal perteneciente a la Red Terciaria de la Diputación Provincial de Salamanca que une la localidad de Barceíno con la DSA-560.

## Recorrido
La carretera SA-CV-166 tiene su origen en el casco urbano de Barceíno en la intersección con la carretera SA-314, y termina en Guadramiro en la intersección con la carretera DSA-560 y el camino CM-VI-3 formando parte de la Red de carreteras de Salamanca.
| Barceino (Intersección con - Guadramiro (Intersección con ) | Barceino (Intersección con - Guadramiro (Intersección con ) | Barceino (Intersección con - Guadramiro (Intersección con ) | Barceino (Intersección con - Guadramiro (Intersección con ) | Barceino (Intersección con - Guadramiro (Intersección con ) | Barceino (Intersección con - Guadramiro (Intersección con ) | Barceino (Intersección con - Guadramiro (Intersección con ) | Barceino (Intersección con - Guadramiro (Intersección con ) | Barceino (Intersección con - Guadramiro (Intersección con ) | Barceino (Intersección con - Guadramiro (Intersección con ) | Barceino (Intersección con - Guadramiro (Intersección con ) |
| Esquema                                                     | PK                                                          | Sentido Guadramiro (DSA-560)                                | Sentido Guadramiro (DSA-560)                                | Sentido Guadramiro (DSA-560)                                | Sentido Guadramiro (DSA-560)                                | Sentido Barceino (SA-314)                                   | Sentido Barceino (SA-314)                                   | Sentido Barceino (SA-314)                                   | Sentido Barceino (SA-314)                                   | Incidencias                                                 |
| Esquema                                                     | PK                                                          | Velocidad                                                   | Elemento                                                    | Salida                                                      | Salida                                                      | Salida                                                      | Salida                                                      | Elemento                                                    | Velocidad                                                   | Incidencias                                                 |
| Esquema                                                     | PK                                                          | Velocidad                                                   | Elemento                                                    | Dir.                                                        | Nombre                                                      | Nombre                                                      | Dir.                                                        | Elemento                                                    | Velocidad                                                   | Incidencias                                                 |
| ----------------------------------------------------------- | ----------------------------------------------------------- | ----------------------------------------------------------- | ----------------------------------------------------------- | ----------------------------------------------------------- | ----------------------------------------------------------- | ----------------------------------------------------------- | ----------------------------------------------------------- | ----------------------------------------------------------- | ----------------------------------------------------------- | ----------------------------------------------------------- |
|                                                             | 0,0                                                         |                                                             |                                                             | Barceo Vitigudino                                           | Barceo Vitigudino                                           | Barceo Vitigudino                                           |                                                             |                                                             |                                                             |                                                             |
| Las Uces Aldeadávila de la Ribera                           | 0,0                                                         |                                                             |                                                             |                                                             |                                                             |                                                             |                                                             |                                                             |                                                             |                                                             |
|                                                             | 0,1                                                         |                                                             |                                                             | BARCEINO                                                    | BARCEINO                                                    | BARCEINO                                                    | BARCEINO                                                    |                                                             |                                                             |                                                             |
|                                                             | 4,200                                                       |                                                             |                                                             |                                                             | Valderrodrigo Mieza                                         | Valderrodrigo Mieza                                         | Valderrodrigo Mieza                                         |                                                             |                                                             |                                                             |
|                                                             | 4,200                                                       | Guadramiro                                                  |                                                             |                                                             |                                                             |                                                             |                                                             |                                                             |                                                             |                                                             |
|                                                             | 4,200                                                       | Vitigudino                                                  |                                                             |                                                             |                                                             |                                                             |                                                             |                                                             |                                                             |                                                             |